# Agrypnia sordida
Agrypnia sordida är en nattsländeart som först beskrevs av Mclachlan 1871.  Agrypnia sordida ingår i släktet Agrypnia och familjen broknattsländor. Inga underarter finns listade i Catalogue of Life.